# Misfits (série de televisão)
Misfits (no Brasil: Desajustados; em Portugal: Os Inadaptados) é uma série de ficção científica e comédia dramática britânica, da rede Channel 4, sobre um grupo de jovens delinquentes condenados a trabalhar em um programa de serviço comunitário, onde eles adquirem poderes sobrenaturais após uma estranha tempestade elétrica. A primeira temporada começou a ser transmitida em 12 de novembro de 2009 pela E4.
Antonia Thomas, Iwan Rheon, Lauren Socha, Nathan Stewart-Jarrett, e Robert Sheehan interpretam Alisha Daniels, Simon Bellamy, Kelly Bailey, Curtis Donovan, e Nathan Young respectivamente. Sheehan deixa a série após a segunda temporada, substituído na terceira por Joseph Gilgun como Rudy Wade. Após a terceira temporada, foi anunciado que Rheon, Thomas, e Socha tinha saido e seriam substituído pelos novos integrantes do elenco Karla Crome, Nathan McMullen e Matt Stokoe, como Jess, Finn, e Alex, respectivamente. No meio da quarta temporada, Stewart-Jarrett sai, enquanto Natasha O'Keeffe se junta ao elenco como Abbey Smith.
A série ganhou o BAFTA Television Award 2010 de Melhor Série Dramática.
Em 19 de março de 2013, Channel 4 anunciou em um evento de imprensa que tinha renovado Misfits para uma quinta e última série contendo 8 episódios.

## Elenco e personagens

### Principais
- Iwan Rheon como Simon Bellamy - Simon tem o poder da invisibilidade, reflexo de sua personalidade que muitas vezes se sente ignorada, mas quando toma drogas o seu poder é invertido fazendo dele o centro das atenções. Foi condenado a prestar serviços comunitários por tentativa de incêndio criminoso. Durante a série ele muda seus poderes podendo ver uma alternativa do futuro. No final da terceira temporada Simon termina sua participação na série.[5]

- Robert Sheehan como Nathan Young - Nathan tem o poder da imortalidade, o que também concede-lhe o poder de comunicar com os mortos. Foi condenado a prestar serviços comunitários por furto e vandalismo, porém tudo leva a crer que apenas comeu doces e não pagou. Nathan faz parte do grupo somente até ao final da segunda temporada.[6] Sua saída foi mostrada em um vídeo de pouco mais de 9 minutos, exibido no dia 15 de setembro de 2011 no site da E4, um webisode online intitulado "Vegas Baby!".[7]

- Lauren Socha como Kelly Bailey - Kelly tem o poder de ler pensamentos e sob o efeito de drogas tem o poder de revelar segredos das pessoas e de si mesma mesma sem intenção. Durante a série muda seus poderes se tornando uma engenheira de foguetes. Foi condenada a prestar serviços comunitários por agressão e tumulto. Deixa a série no final da terceira temporada.[8]

- Nathan Stewart-Jarrett como Curtis Donovan - Curtis tem o poder de voltar no tempo, mas sob o efeito de drogas consegue ver o futuro. Durante a série muda seus poderes podendo se transformar em uma mulher. Foi condenado a prestar serviços comunitários por posse de cocaína. Sua participação na série acaba durante a quarta temporada.

- Antonia Thomas como Alisha Daniels - Alisha tem o poder de fazer aqueles que a tocam experimentar uma intensa e incontrolável excitação sexual, com uso de drogas reverte esse poder, fazendo com que as pessoas que a tocam tenham nojo dela. Durante a série ela vende seus poderes. Foi condenada a prestar serviços comunitários por dirigir embriagada. Ao final da terceira temporada sua personagem sai da série.[9]

- Joseph Gilgun como Rudy Wade - Introduzido na série a partir da terceira temporada, Rudy possui a capacidade de se dividir em múltiplas personalidades. Foi condenado a prestar serviços comunitários devido a uma discussão acalorada com sua ex-namorada e por ter vandalizado o carro dela. Permanece na série até o final da última temporada.

- Karla Crome como Jess - Introduzida na série a partir da quarta temporada, Jess tem o poder de visão de raio-X. Permanece na série até o final da última temporada.

- Nathan McMullen como Finn - Introduzido na série a partir da quarta temporada, Finn tem o poder de telecinese. Permanece na série até o final da última temporada.

- Matt Stokoe como Alex "do bar" - Introduzido na série a partir da quarta temporada, Alex adquire poderes apenas na quinta temporada depois de receber um transplante de pulmão de uma sobrevivente tempestade, ele ganhou um poder em que lhe permitiu assumir poderes de outros pessoas através dos meios de sexo.

- Natasha O'Keeffe como Abbey Smith - Introduzida na série durante a quarta temporada, Abbey é uma jovem que acredita que ela perdeu a memória na tempestade, devido ao fato de que ela não tem memória de qualquer vida anterior antes da tempestade. Ela é vista pela primeira vez quando Rudy e Finn caminhar sobre ela, carrega-la quando ela está bêbada e inconsciente, em uma festa. Mais tarde, ela se junta a eles no serviço comunitário.

## Temporadas

### Primeira Temporada
Enquanto prestam serviços comunitários, cinco infratores da lei são atingidos durante uma terrivel tempestade. O sexto vândalo não foi atingido uma vez que estava na casa de banho. O tempo passa e o grupo começa a descobrir seus poderes: Alisha quando alguém a toca, a pessoa experimenta intensa e incontrolável excitação sexual, Kelly consegue ler mentes, Simon tem a capacidade de tornar-se completamente invisível, e Curtis pode voltar atrás no tempo. Nathan aparentemente não tem nenhum poder, mas está convencido de que ele também deve ter um e passa a maior parte da serie a tentar descobri-lo. Infelizmente, o seu oficial de condicional (Tony) também é atingido pelo relâmpago, dando-lhe um ódio homicida de jovens infratores que o faz assassinar violentamente Gary (o sexto infrator, que estava na casa de banho). Os outros usam seus poderes para sobreviver e matar Tony em auto-defesa.
Os "misfits" notam como a sua história soa implausível e decididem esconder os corpos (Tony e Gary), enterrando-os sob uma ponte. Logo depois, a cidade decide construir um Centro de Monitoramento Ambiental no local, levando os misfits à exumar os corpos para evitar a descoberta. Eles finalmente escondem os corpos no edifício onde fazem trabalho comunitário. Ao longo da serie, os cinco misfits descobrem que outros na cidade também desenvolveram poderes na tempestade. Alisha e Curtis embarcam em um relacionamento, apesar de incapazes de se tocarem. Simon desenvolve uma paixão por sua nova oficial de justiça, que o seduz para obter informações sobre seu noivo assassinado (Tony).
No último episódio da primeira temporada, Nathan cai de um telhado e "morre", mas acorda preso no caixão enterrado, descobrindo que seu poder é a imortalidade.

### Segunda Temporada
A segunda série começou a ser filmada em maio de 2010, e exibida em E4 de 11 novembro - 16 dezembro.
O primeiro episódio da segunda estava disponível para download antes de ir ao ar na televisão.
Um misterioso "ninja" aparece várias vezes, ajudando os misfits em diversas situações complicadas. Ele é Simon que diz vir do futuro. Os acontecimentos da segunda série início imediatamente após o final da primeira temporada, composta de sete episódios, incluindo o especial de Natal.

### Terceira Temporada
A terceira temporada de misfits possui 8 episódios.
Esta temporada tem, novos poderes para os personagens e um novo personagem Rudy que fica no lugar de Nathan, que teve seu episódio de saída em "Vegas baby".

### Quarta Temporada
A temporada estreou no dia 28 de outubro de 2012.
A 4º temporada de misfits é bem mais sombria que as outras do elenco original só restou Curtis que morre em um dos episódios da série, Rudy também volta mais engraçado do que nunca ele até se apaixona por uma freira, mas agora 2 novos membros estão no serviço comunitário: Jess e Finn. Jess tem o poder de Visão Raio X, Já Finn pode mover as coisas com o pensamento. Seth tem uma breve aparição em 2 episódios apenas para explicar o que aconteceu com Kelly. Nesse temporada temos vários novos personagens, muitos deles são apenas participações especiais, mas os que ficaram fortes na temporada foi Alex o suposto Barmen Gay que namora Jess. Nessa temporada também tem um novo surpervisor será que ele vai durar muito?
o último episódio foi exibido no dia 16/12/2012. E uma quinta temporada foi confirmada, e um suposto filme.

## Produção

### Locações
O programa é filmado no sudeste de Londres, principalmente em torno do Lago Southmere, em Thamesmead. Muitas cenas interiores foram filmados em cenários construídos no antigo Runnymede campus da Universidade de Brunel. As cenas sob o viaduto estão no Boston Manor Park em Ealing, em Londres. Esta área também podem ser vistos em Stanley Kubrick's A Clockwork Orange.

### Marketing
A primeira série foi acompanhada por uma campanha de marketing viral produzidas por "Six to Start", em sites de redes sociais como Facebook e Twitter. Por exemplo, os personagens Simon e Kelly tweetam durante a transmissão inicial de cada episódio, com o conteúdo dos tweets fornecido por escritores Liefer Sam e Ben Edwards, sob a direção de Howard Overman junto com o escritor e produtor executivo Petra Fried. Esses tweets e outros websites, postavam material narrativo, entre outras coisas, não acabam por revelar a identidade de um personagem-chave que apareceu somente no episódio seis. Componentes adicionais estratégicos foram incluídos diretamente a clipes de vídeo no YouTube e até um jogo online baseado na série.

## Recepção

### Reação da Crítica
Os Comentários britânicos do primeiro episódio foram muito positivos. O The Times deu-lhe quatro de cinco estrelas, chamando-lhe "um novo humor britânico salgado com efeitos especiais que "devem" manter o público do canal E4 feliz. Uma revisão online pelo The Guardian, disse que estava "confiante o suficiente para operar em seu próprio universo e criar algo novo" e que teve como objetivo mostrar-nos "pessoas reais" ao invés do estereótipos dos atuais "adolescente ". O The Guardians impresso também foi entusiasta, dizendo: "Misfits é realmente parece idiota e tolo, mesmo assim, também é brilhante, engraçado, obscuro e, em alguns lugares, muito frio. Tanto o texto quanto o elenco tem desempenhos que garantem de tudo, mas a premissa central absurda permanece totalmente incrível." O The Daily Telegraph chamou atenção especial para o script de Howard, dizendo que, "brilhou desde o início, a introdução de sua legião de excluídos da sociedade como um bando de total perdedores, mas cada um distinto e memorável."
O irlandês mídia também ficou impressionado com o programa. O Evening Herald chamou o episódio de estréia "Obscuro, divertido, emocionante e bem produzido". Ela passou a dizer que "a faísca vem do roteiro afiado como navalha Overman, mas uma grande parte do crédito também tem que ir para o jovem elenco escolhido bem, que são uniformemente excelente."
Na Austrália, o podcast Boxcutters foi mais lacónico: "Misfits... é preenchido com caracteres muito chatos e desinteressantes e é essencialmente Skins misturado com Heroes, Então vamos acha-lo estranhamente interessante?"

### Prêmios
Tanto a série quanto seu escritor Howard Overman foram nomeados para o RTS Awards em março de 2010. A série ganhou o BAFTA Television Award 2010 de Melhor Série Dramática.

### Audiências Televisivas
Primeira Temporada
A primeira temporada teve média de 707.500 telespectadores por episódio.
| Episódio | Data de Estreia        | Espectadores | Espectadores | Espectadores | Posição | Posição | Posição |
| Episódio | Data de Estreia        | E4           | E4+1         | Total        | E4      | E4+1    |         |
| -------- | ---------------------- | ------------ | ------------ | ------------ | ------- | ------- | ------- |
| Um       | 12 de novembro de 2009 | 574,000      | 213,000      | 787,000      | 4       | 9       |         |
| Dois     | 19 de novembro de 2009 | 569,000      | 169,000      | 738,000      | 2       | 11      |         |
| Três     | 26 de novembro de 2009 | 592,000      | 88,000       | 680,000      | 1       | 11      |         |
| Quatro   | 3 de dezembro de 2009  | 632,000      | 78,000       | 710,000      | 5       | 11      |         |
| Cinco    | 10 de dezembro de 2009 | 598,000      | 72,000       | 670,000      | 8       | 21      |         |
| Seis     | 17 de dezembro de 2009 | 592,000      | 68,000       | 660,000      | 6       | 21      |         |

Segunda Temporada
A segunda temporada teve em média 1,462 milhões de telespectadores por episódio.
| Episódio          | Data de Estreia        | Espectadores | Espectadores | Espectadores | Posição | Posição | Posição |
| Episódio          | Data de Estreia        | E4           | E4+1         | Total        | E4      | E4+1    |         |
| ----------------- | ---------------------- | ------------ | ------------ | ------------ | ------- | ------- | ------- |
| Um                | 11 de novembro de 2010 | 1,185,000    | 238,000      | 1,423,000    | 1       | 5       |         |
| Dois              | 18 de novembro de 2010 | 1,055,000    | 250,000      | 1,305,000    | 1       | 2       |         |
| Três              | 25 de novembro de 2010 | 1,119,000    | 251,000      | 1,370,000    | 1       | 4       |         |
| Quatro            | 2 de dezembro de 2010  | 1,075,000    | 341,000      | 1,416,000    | 1       | 2       |         |
| Cinco             | 9 de dezembro de 2010  | 1,074,000    | 355,000      | 1,429,000    | 1       | 1       |         |
| Seis              | 16 de dezembro de 2010 | 1,201,000    | 392,000      | 1,593,000    | 2       | 1       |         |
| Especial de Natal | 19 de dezembro de 2010 | 1,420,000    | 278,000      | 1,698,000    | 1       | 3       |         |

Terceira Temporada
A terceira temporada teve média de 1.515.125 telespectadores por episódio.
| Episódio | Data de Estreia        | Espectadores | Espectadores | Espectadores | Posição | Posição | Posição |
| Episódio | Data de Estreia        | E4           | E4+1         | Total        | E4      | E4+1    |         |
| -------- | ---------------------- | ------------ | ------------ | ------------ | ------- | ------- | ------- |
| Um       | 30 de outubro de 2011  | 1,471,000    | 323,000      | 1,794,000    | 1       | 2       |         |
| Dois     | 6 de novembro de 2011  | 1,329,000    | 296,000      | 1,625,000    | 4       | 4       |         |
| Três     | 13 de novembro de 2011 | 1,176,000    | 322,000      | 1,498,000    | 1       | 3       |         |
| Quatro   | 20 de novembro de 2011 | 1,142,000    | 300,000      | 1,442,000    | 1       | 3       |         |
| Cinco    | 27 de novembro de 2011 | 1,050,000    | 249,000      | 1,299,000    | 2       | 11      |         |
| Seis     | 4 de dezembro de 2011  | 1,246,000    | 252,000      | 1,498,000    | 1       | 6       |         |
| Sete     | 11 de dezembro de 2011 | 1,178,000    | 284,000      | 1,462,000    | 1       | 6       |         |
| Oito     | 19 de dezembro de 2011 | 1,227,000    | 276,000      | 1,503,000    | 1       | 7       |         |

Quarta Temporada
| Episódio | Data de Estreia        | Espectadores | Espectadores | Espectadores | Posição | Posição | Posição |
| Episódio | Data de Estreia        | E4           | E4+1         | Total        | E4      | E4+1    |         |
| -------- | ---------------------- | ------------ | ------------ | ------------ | ------- | ------- | ------- |
| Um       | 28 de outubro de 2012  | 777,000      | 239,000      | 1,016,000    | 2       | 6       |         |
| Dois     | 4 de novembro de 2012  | 619,000      | 208,000      | 827,000      | 5       | 9       |         |
| Três     | 11 de novembro de 2012 | N/A          | 256,000      | 727,000      | N/A     | 4       |         |
| Quatro   | 18 de novembro de 2012 | N/A          | N/A          | 678,000      | N/A     | N/A     |         |
| Cinco    | 25 de novembro de 2012 | N/A          | 251,000      | 760,000      | N/A     | 9       |         |
| Seis     | 2 de dezembro de 2012  | N/A          | N/A          | 732,000      | N/A     | N/A     |         |
| Sete     | 9 de dezembro de 2012  | N/A          | N/A          | 778,000      | N/A     | N/A     |         |
| Oito     | 16 de dezembro de 2012 | 688,000      | N/A          | 840,000      | 9       | N/A     |         |

Quinta Temporada
| Episódio | Data de Estreia        | Espectadores | Espectadores | Espectadores | Posição | Posição | Posição |
| Episódio | Data de Estreia        | E4           | E4+1         | Total        | E4      | E4+1    |         |
| -------- | ---------------------- | ------------ | ------------ | ------------ | ------- | ------- | ------- |
| Um       | 23 de outubro de 2013  | 616,000      | N/A          | 804,000      | 7       | N/A     |         |
| Dois     | 30 de outubro de 2013  | N/A          | N/A          | 582,000      | N/A     | N/A     |         |
| Três     | 6 de novembro de 2013  | N/A          | N/A          | 729,000      | N/A     | N/A     |         |
| Quatro   | 13 de novembro de 2013 | 602,000      | N/A          | 782,000      | 9       | N/A     |         |
| Cinco    | 20 de novembro de 2013 | N/A          | N/A          | 699,000      | N/A     | N/A     |         |
| Seis     | 27 de novembro de 2013 | N/A          | N/A          | 638,000      | N/A     | N/A     |         |
| Sete     | 4 de dezembro de 2013  | N/A          | N/A          | 654,000      | N/A     | N/A     |         |
| Oito     | 11 de dezembro de 2013 | N/A          | N/A          | 729,000      | N/A     | N/A     |         |

### Filme Potencial
Overman já teria escrito um "primeiro esboço de um roteiro" para um filme de Misfits. Iwan Rheon, um dos primeiros membros do elenco, afirmou que o filme é "muito provável" de acontecer se eles podem voltar a unir-se ao elenco, e que ele seria um "idiota para não returnar".